# Максвелл, Дженни
Дже́ннифер Хе́лен «Дже́нни» Ма́ксвелл (англ. Jennifer Helene «Jenny» Maxwell; 3 сентября 1941, Нью-Йорк, США — 10 июня 1981, Беверли-Хиллз, Калифорния, США) — американская актриса.

## Биография
Дженнифер Хелен Максвелл родилась 3 сентября 1941 года в Нью-Йорке (США). Максвелл имела норвежское происхождение, а её родственницей была американская актриса и певица Мэрилин Монро (1926—1962).
Она дебютировала в кино в 1958 году, сыграв роль Валери Суонсон в сериале «Отец бакалавр» (1957—1962). Прославилась ролью школьницы Элли Корбетт из фильма «Голубые Гавайи» (1961). После 1968 года — в кино не снималась.

## Личная жизнь
В возрасте 16-ти лет, в 1957 году, Максвелл вышла замуж за 24-летнего помощника режиссёра Пола У. Раппа. Три года спустя они развелись, а их развод и борьба за единственного сына Брайана, в которой победила актриса, наблюдалась общественно. В 1970 году Дженни вышла замуж во второй раз за преуспевающего адвоката Эрвина М. Редера, который был старше её на 21 год. Этот брак актрисы длился 11 лет, но трагически окончился в 1981 году.

## Гибель
10 июня 1981 года 39-летняя Максвелл и её 61-летний супруг были застрелены в своей квартире в Беверли-Хиллз (штат Калифорния, США). Предполагалось, что супругов убили грабители после совершённого ими неудачного ограбления квартиры Дженни и Эрвина. В итоге убийство Максвелл и Редера так и осталось нераскрытым.

## Избранная фильмография
| Год       |   | Русское название          | Оригинальное название | Роль                                 |
| --------- | - | ------------------------- | --------------------- | ------------------------------------ |
| 1957—1962 | с | Отец бакалавр             | Bachelor Father       | Элли Корбетт                         |
| 1953—1962 | с | Театр «Дженерал Электрик» | G.E. True Theater     | Дженис Аллен                         |
| 1958—1964 | с | 77 Сансет Стрип           | 77 Sunset Strip       | Таффи Гейлор                         |
| 1959—1973 | с | Бонанза                   | Bonanza               | Клара Лу Кинси                       |
| 1959—1964 | с | Сумеречная зона           | Twilight Zone, The    | Ширли                                |
| 1959      | ф | Голубые джинсы            | Blue Denim            | Марион                               |
| 1960—1972 | с | Мои три сына              | My Three Sons         | Ванесса Харрингтон                   |
| 1960—1964 | с | Шоссе 66                  | Route 66              | Вики                                 |
| 1961—1966 | с | Доктор Килдэр             | Dr. Kildare           | Анна Ли Новотни                      |
| 1961      | ф | Голубые Гавайи            | Blue Hawaii           | Элли Корбетт                         |
| 1962—1964 | с | Одиннадцатый час          | Eleventh Hour, The    | Джеки Девон                          |
| 1964      | с | Дни в Долине Смерти       | Death Valley Days     | Дезайри (в эпизоде Peter the Hunter) |